# حمام قرمز غل
حمام قرمز غل (بالفارسية: حمام قرمز گل) هو حمام تاريخي يعود إلى القاجاريون، ويقع في مقاطعة أذر شهر.